# JR貨物UR19A形コンテナ
UR19A形コンテナ（UR19Aがたコンテナ）は、日本貨物鉄道（JR貨物）が1994年（平成6年）度より籍を編入している、12ft私有コンテナ（冷蔵コンテナ）。

## 概要
本形式の数字部位 「 19 」は、コンテナの容積を元に決定される。このコンテナ容積 19m3の算出は、厳密には端数四捨五入計算の為に、内容積18.5 - 19.4m3の間に属するコンテナが対象となる。
また形式末尾のアルファベット一桁部位「A」は、コンテナの使用用途（主たる目的）が「普通品の輸送」を表す記号として付与されている。

## 特記事項
1994年（平成6年）度から製造されているが、暫くは1個のみに留まっていた。その後、UR18A形20000番台の後継を受け継ぐ形で15000番台と20000番台を生産開始したのが始まりである。その後、2006年（平成18年）度頃にリコー所有の7個が製造され、UR18A形2500番台_(L字二方開きタイプ)と、10000番台の後継を受け継ぐ形で2008年（平成20年）度頃から0番台と10000番台の量産を開始した。
2013年（平成25年）度以降の登場したコンテナは「軽量UR」と呼ばれる冷蔵コンテナで、内張りのステンレス化による肉厚の減少や補強材の軽量化が図られている。
2023年（令和5年）度現在、3000番台の増備を行っており、15000番台と20000番台の置き換えが進行している。また初期の0番台や10000番台の置き換えも始められた。
2021年（令和3年）3月31日現在、日本石油輸送の個体は、6341個が日本石油輸送に籍を置き、使用されている。

## 番台毎の概要
所有者としては、日本石油輸送が冷蔵コンテナとして独占的に所有し、冷蔵コンテナを必要とする会社に譲渡やレンタル、リース、借受といった形で使用される。

### 0番台
1
日本石油輸送所有。
2 - 8
リコー所有。
9 - 2481
日本石油輸送所有、全高2,500mm、全幅2,485mm（規格外）、総重量6.8t。
52/109/604/1042/1097
日本石油輸送所有。平和食品工業借受。
543~558
日本石油輸送所有。富良野通運・SBSロジコム共同使用。
1138/1187/1200/1223/2472～2481
日本石油輸送。士別運送借受(現在は返却済み)
1264
日本石油輸送所有。ブルボン借受。
1500・1501
日本石油輸送所有。パロマ借受。
1500が白パロマ、1501が赤パロマと呼ばれている。
1758~1761/2342～2355
日本石油輸送所有。富良野通運・SBSロジコム共同使用。2342～2355は543~558、1758~1761の塗装から大きく変わり富良野通運/SBSロジコムのロゴが入った。
2227〜2230
日本石油輸送所有、三ツ輪運輸借受(現在は返却済み)
2400・2401
日本石油輸送所有。パパネッツ借受。コンテナにQRコードが印刷されており、これを読み取るとパパネッツの公式ページに飛ぶ。
- 1994年（平成6年）度 - 1個（1）
- 2006年（平成18年）度 - 7個（2 - 8）
- 2008~2010年（平成20~22年）度 - 1,100個（9 - 1108）
- 2011年（平成23年）度 - 150個（1109 - 1258）
- 2012年（平成24年）度 - 3個（1259 - 1261）
- 2015~2018年（平成27~30年）度 - 1,220個（1262 - 2481）

- 1=緑帯・ストライプ塗装
- 2~8=銀塗装 赤文字・製造時よりリコーが所有していた。
- 9~1108=青帯・通常品
- 1109~1258=青帯・「がんばろう日本」の文字が左上に書いてある。
- 1259~1261=青帯・通常の青帯であるが、中国のCIMCで製造されたコンテナで側面の扉が無い側の見た目が大きく異なっている。
- 1262~2481=水帯・軽量化し青帯に白を混ぜたような色である。右上にシャボン玉のイラストがある。

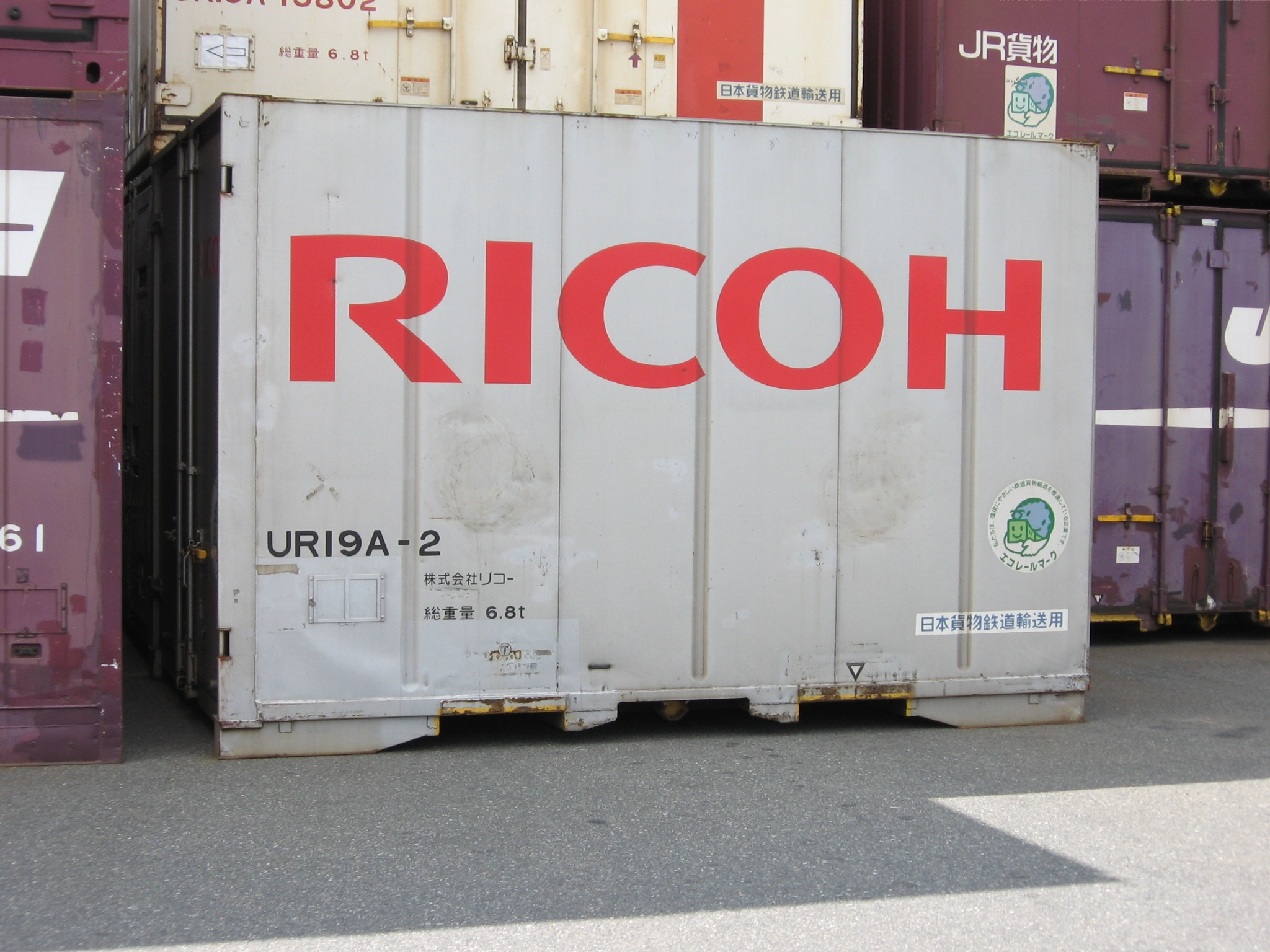
UR19A-2
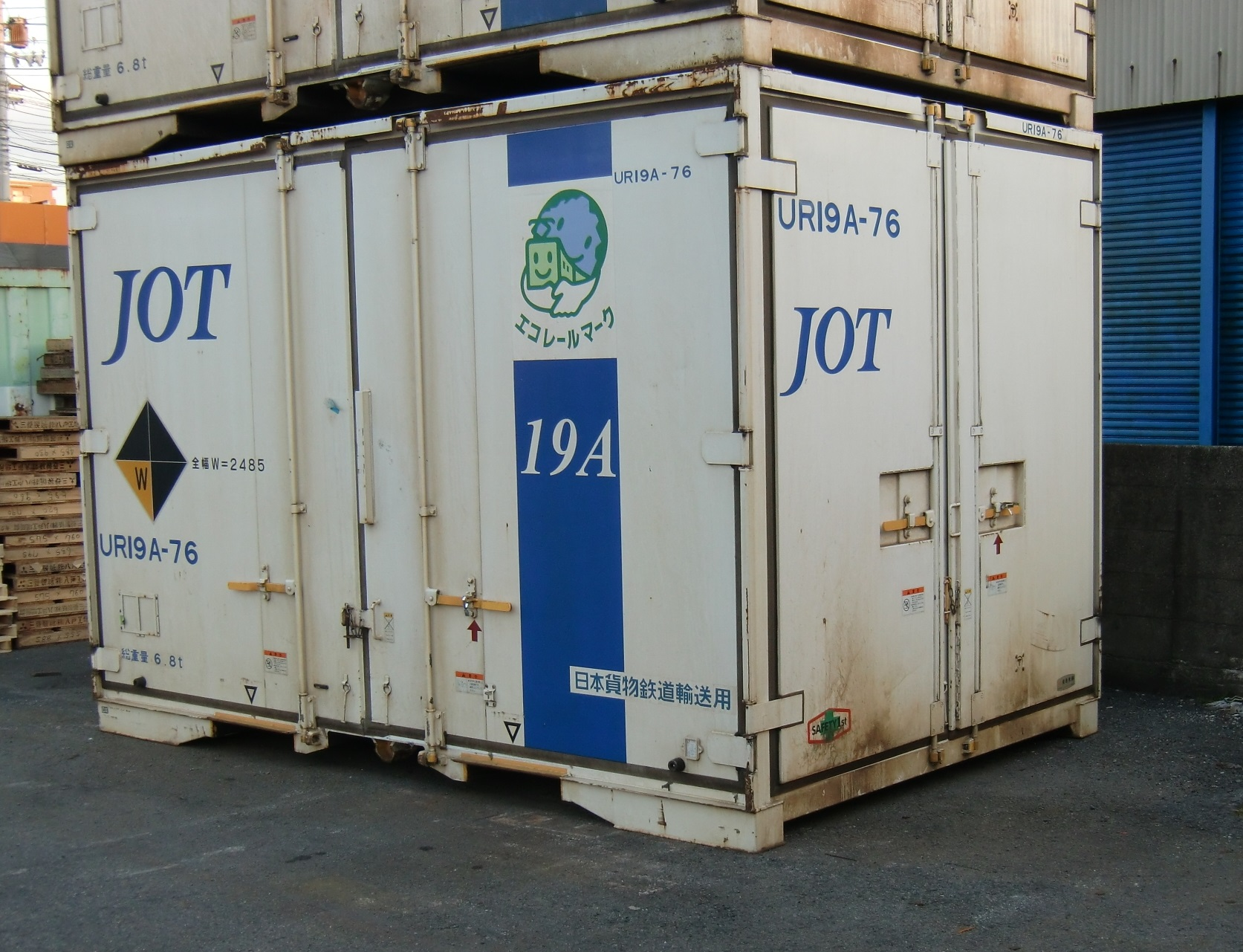
UR19A-76
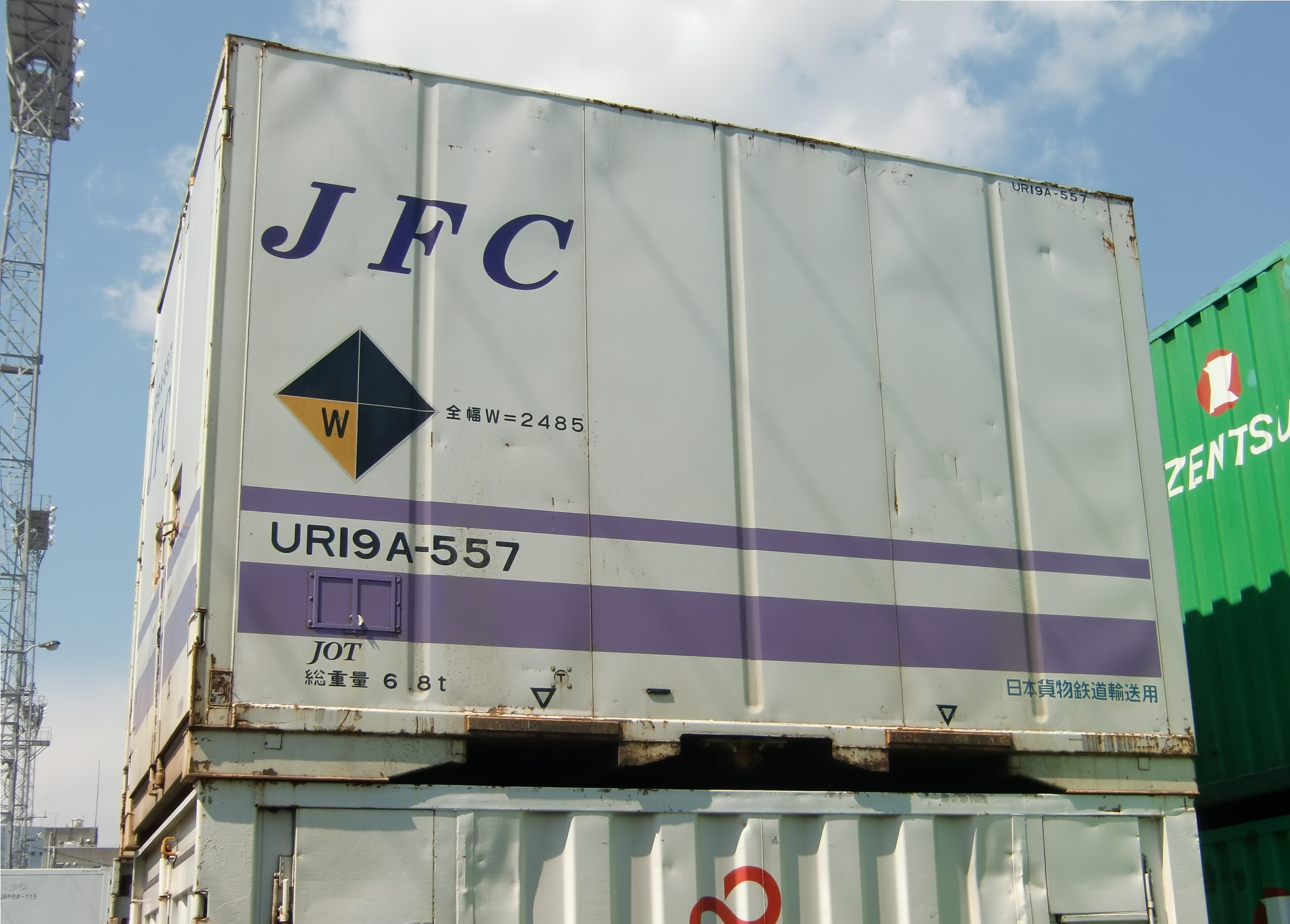
UR19A-557
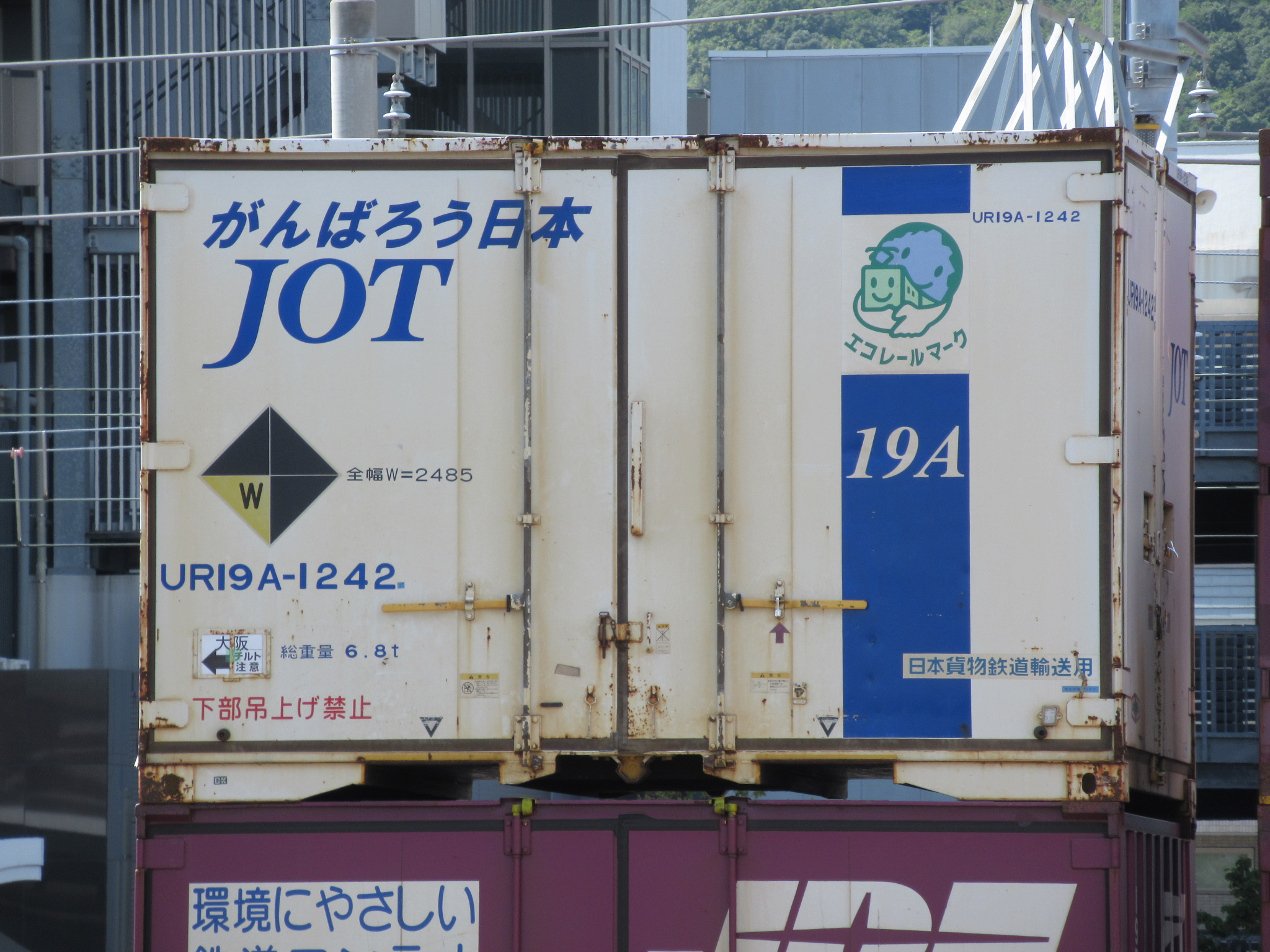
UR19A-1242
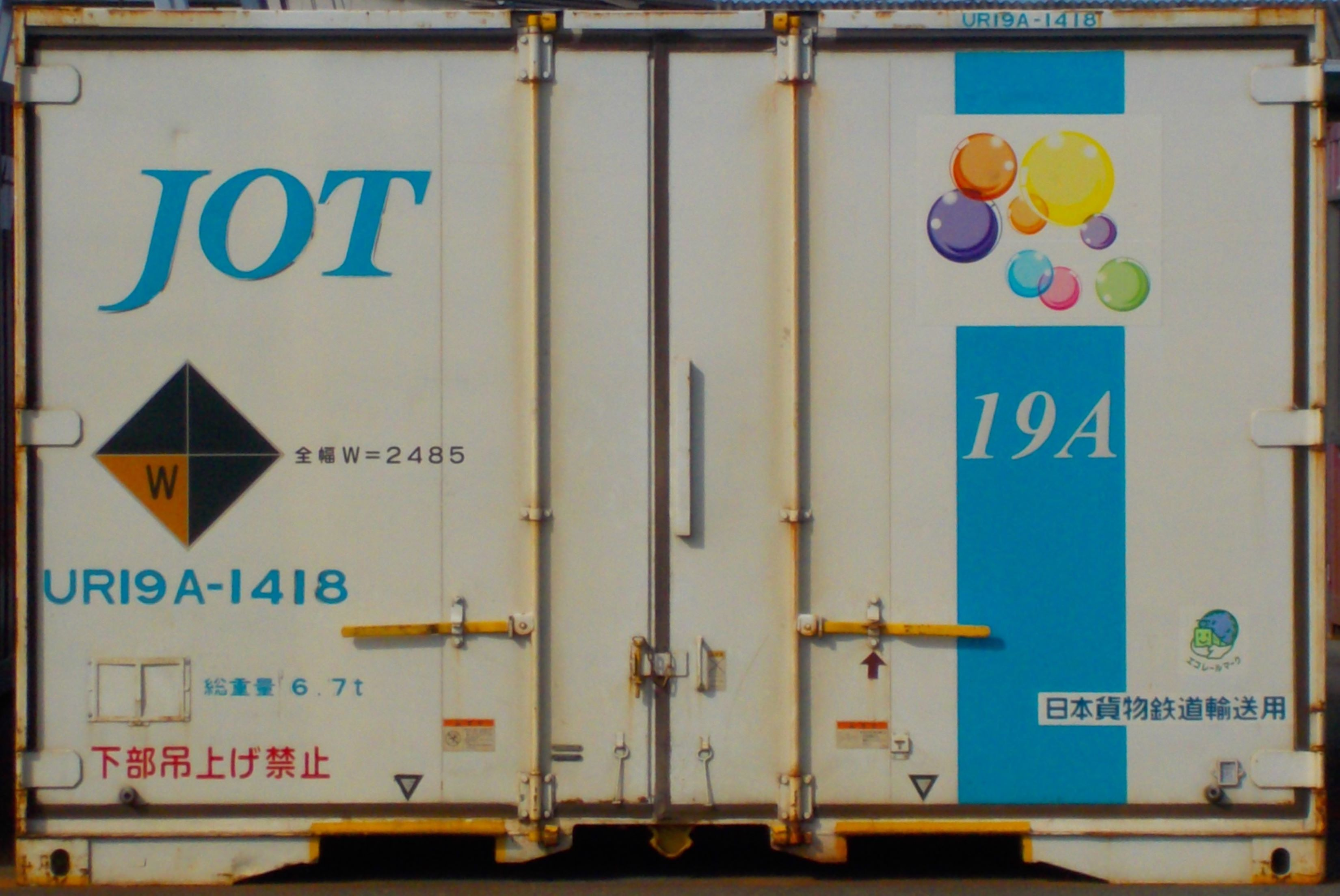
UR19A-1418

### 3000番台 (L字二方開きタイプ)
3001 - 3900
日本石油輸送所有、全高2,500mm、全幅2,485mm（規格外）、総重量6.8t。
- 3001~3500=2023年度増備分。空帯・水帯と変わらないが帯に空のイラストが描いてある。
- 3501~3900=2024年度増備分。上記と塗装は変更されていないが、JOTマークとハローマークの位置が逆になった。

3318 • 3366
日本石油輸送所有。LIXIL借受。

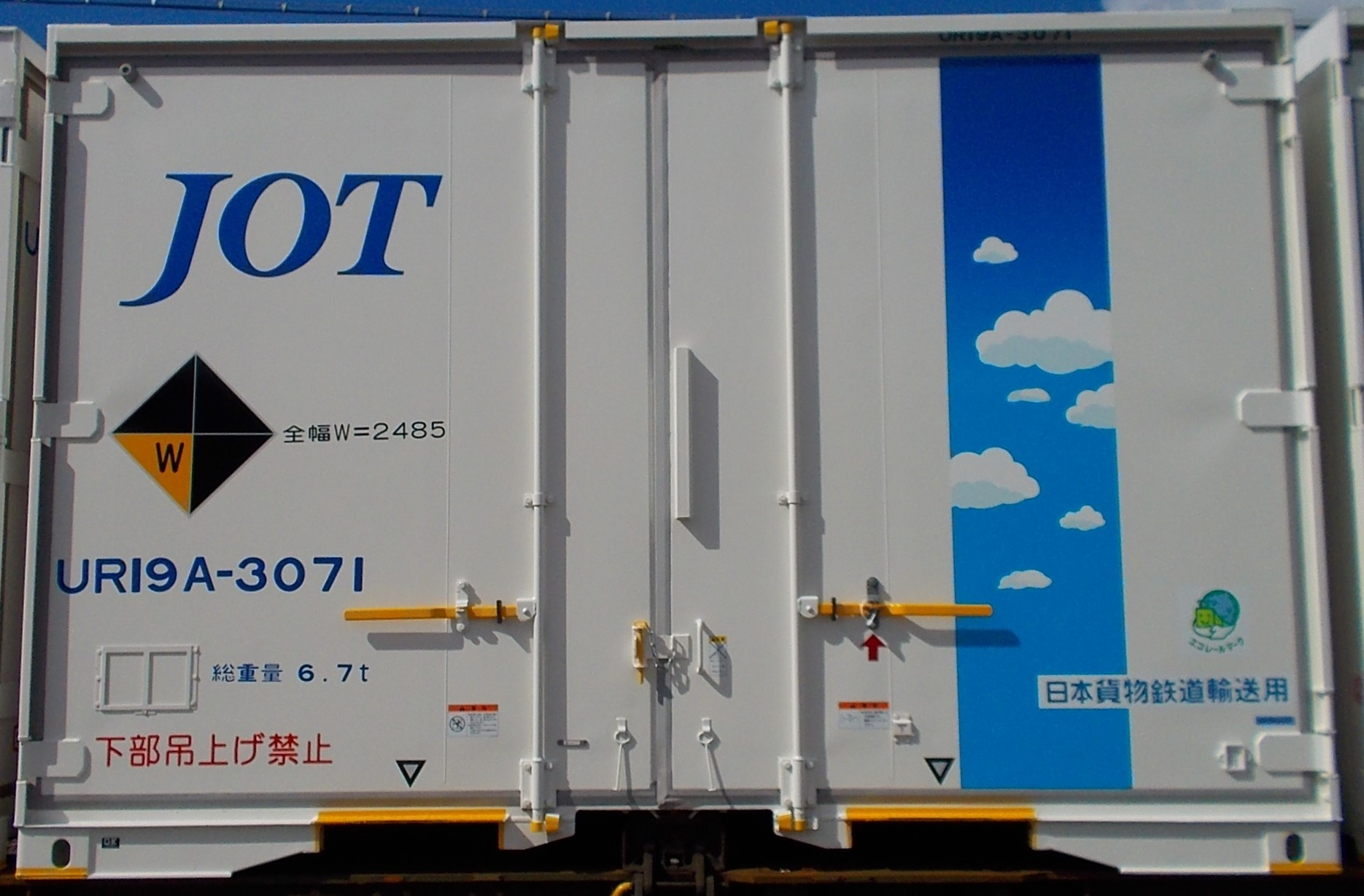
UR19A-3071

### 10000番台 (両側開きタイプ)
10001 - 13822
日本石油輸送所有、全高2,500mm、全幅2,485mm（規格外）、総重量6.8t。
- 10001~10452=赤帯・これが本来の姿である。10251～10402は脚部にキャスティングボックスが設置されている。
- 10453~10472=緑帯・軽量化試作コンテナで20個のみ作られた。20個全てが桃帯に張り替えられた。
- 10473~12122=桃帯・軽量化し赤帯に白を混ぜたような色である。右上にシャボン玉のイラストがある。2014年増備分の10773以降の個体からは10251～10402に有った脚部のキャスティングボックスが復活した。
- 12123~13620/13623～13822=桜帯・桃帯と変わらないが帯に桜のイラストが描いてある。

10101
日本石油輸送所有。北関東メスキュード借受。それまで使用されていたUR19A-15555の代替。
11521 - 11522・13621 - 13622
日本石油輸送所有。大成ラミック借受。
11741 - 11755
日本石油輸送所有。三ッ和運輸借受。
12256 • 12361
日本石油輸送所有。京三製作所借受。
12353 - 12355
日本石油輸送所有。ネスカフェ借受。
12400・12401
日本石油輸送所有。パパネッツ借受。コンテナにQRコードが印刷されており、これを読み取るとパパネッツの公式ページに飛ぶ。
- 2008年（平成20年）度 - 50個（10001 - 10050）
- 2009~2010年（平成21~22年）度 - 150個（10051 - 10200）
- 2010年（平成22年）度 - 50個（10201 - 10250）
- 2011~2012年（平成23~24年）度 - 152個（10251 - 10402）
- 2012年（平成24年）度 - 70個（10403 - 10472）
- 2013年（平成25年）度 - 400個（10473 - 10772）
- 2013~2017年（平成25~29年）度 - 1,050個（10773 - 11822）
- 2018年（平成30年）度 - 300個（11823 - 12122）
- 2019年（平成31年･令和元年）度 - 500個（12123 - 12622）
- 2020年（令和2年）度 - 500個（12623 - 13122）
- 2021年（令和3年）度 - 500個（13123 - 13622）
- 2022年（令和4年）度 - 200個（13623 - 13822）

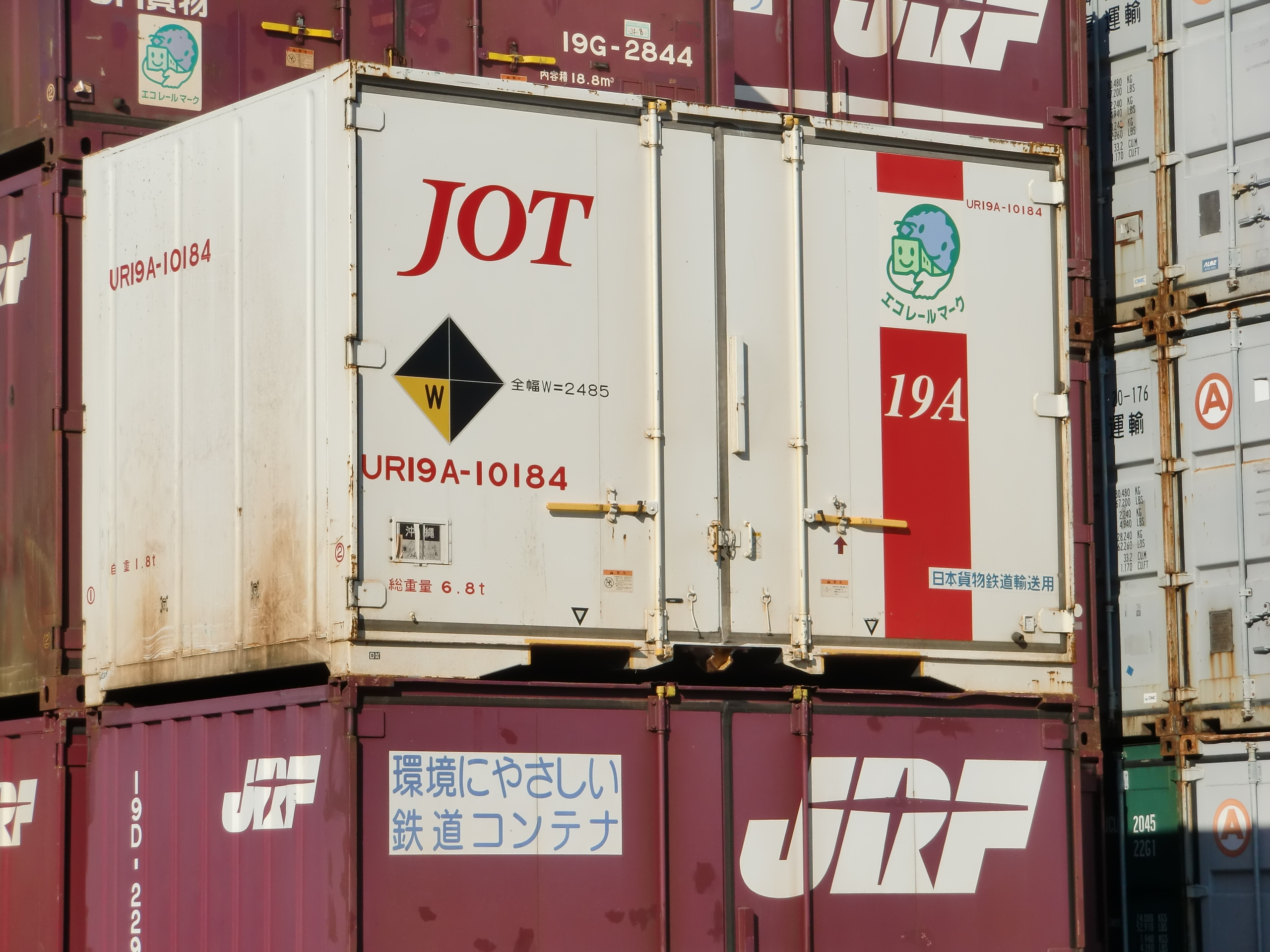
UR19A-10184(赤帯)
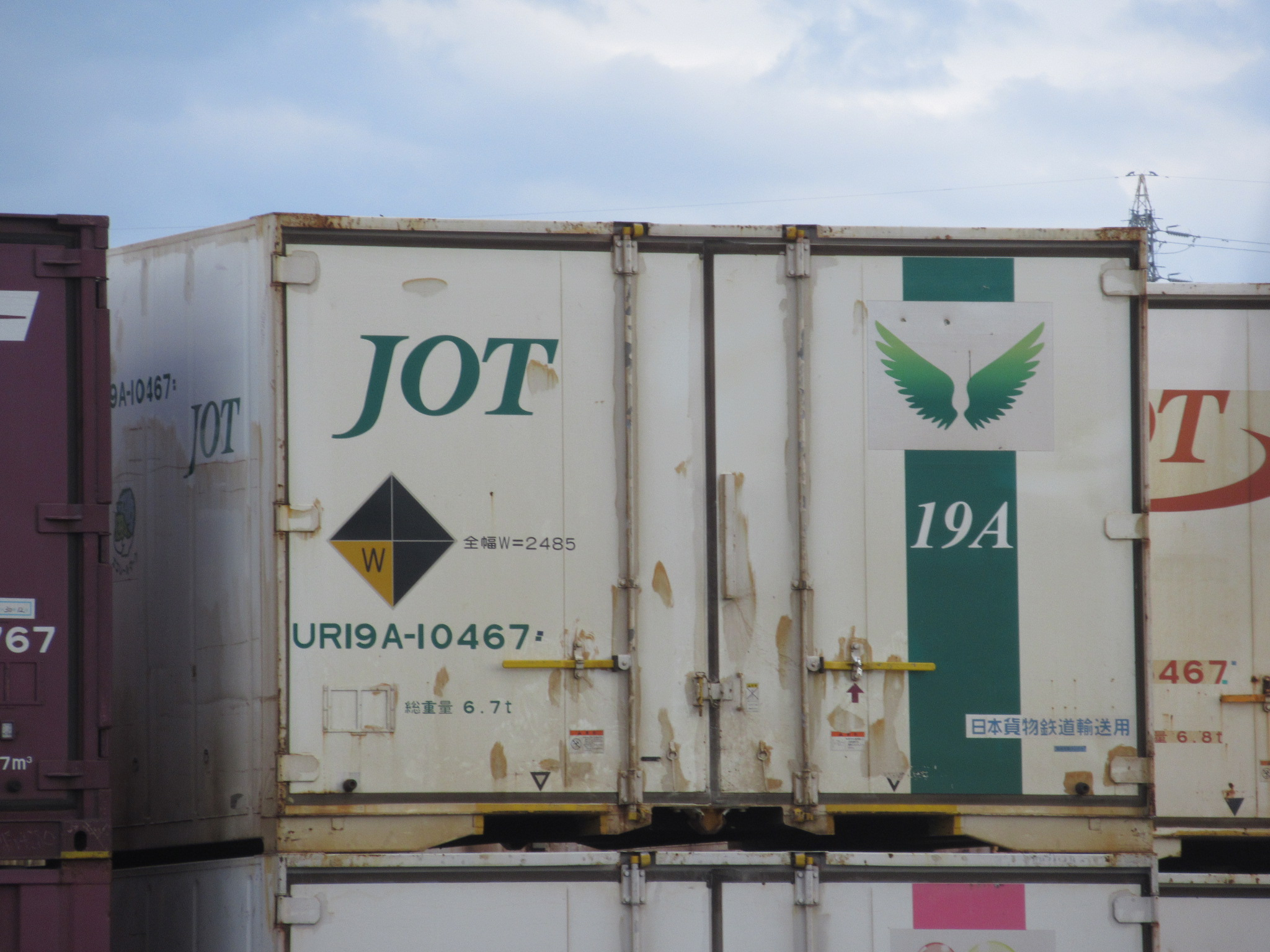
UR19A-10467(緑帯)
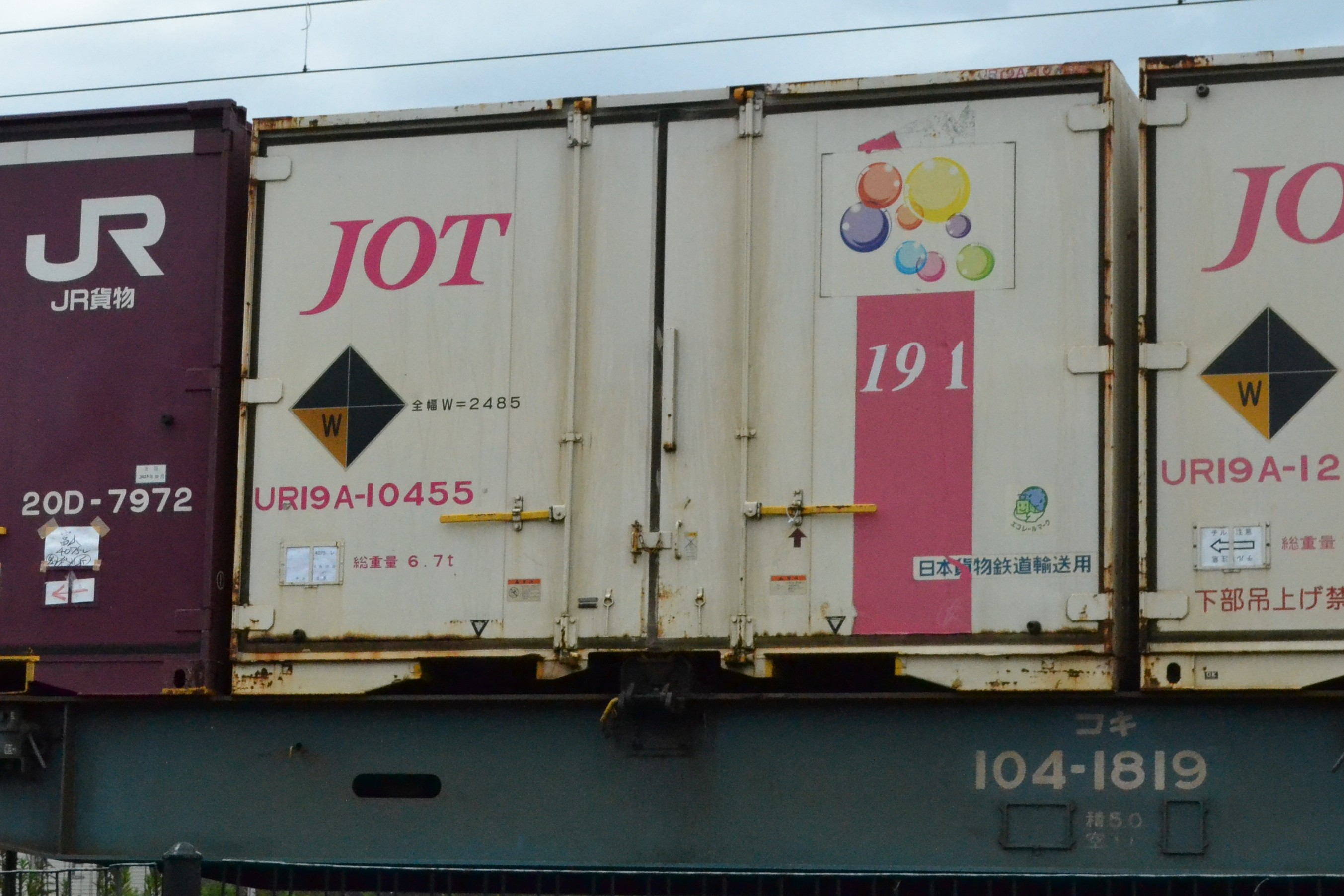
UR19A-10455 (緑帯→桃帯)
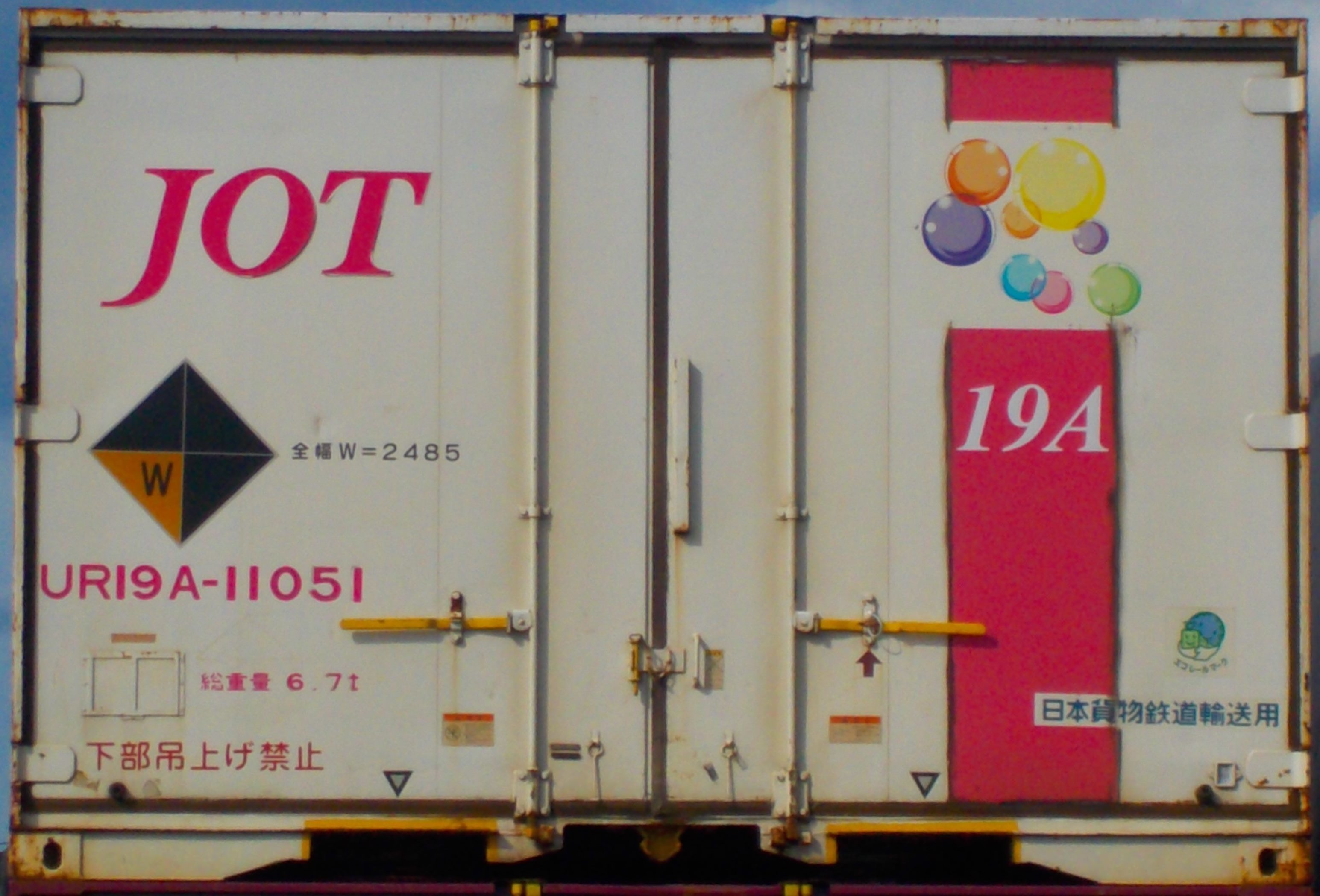
UR19A-11051(桃帯)
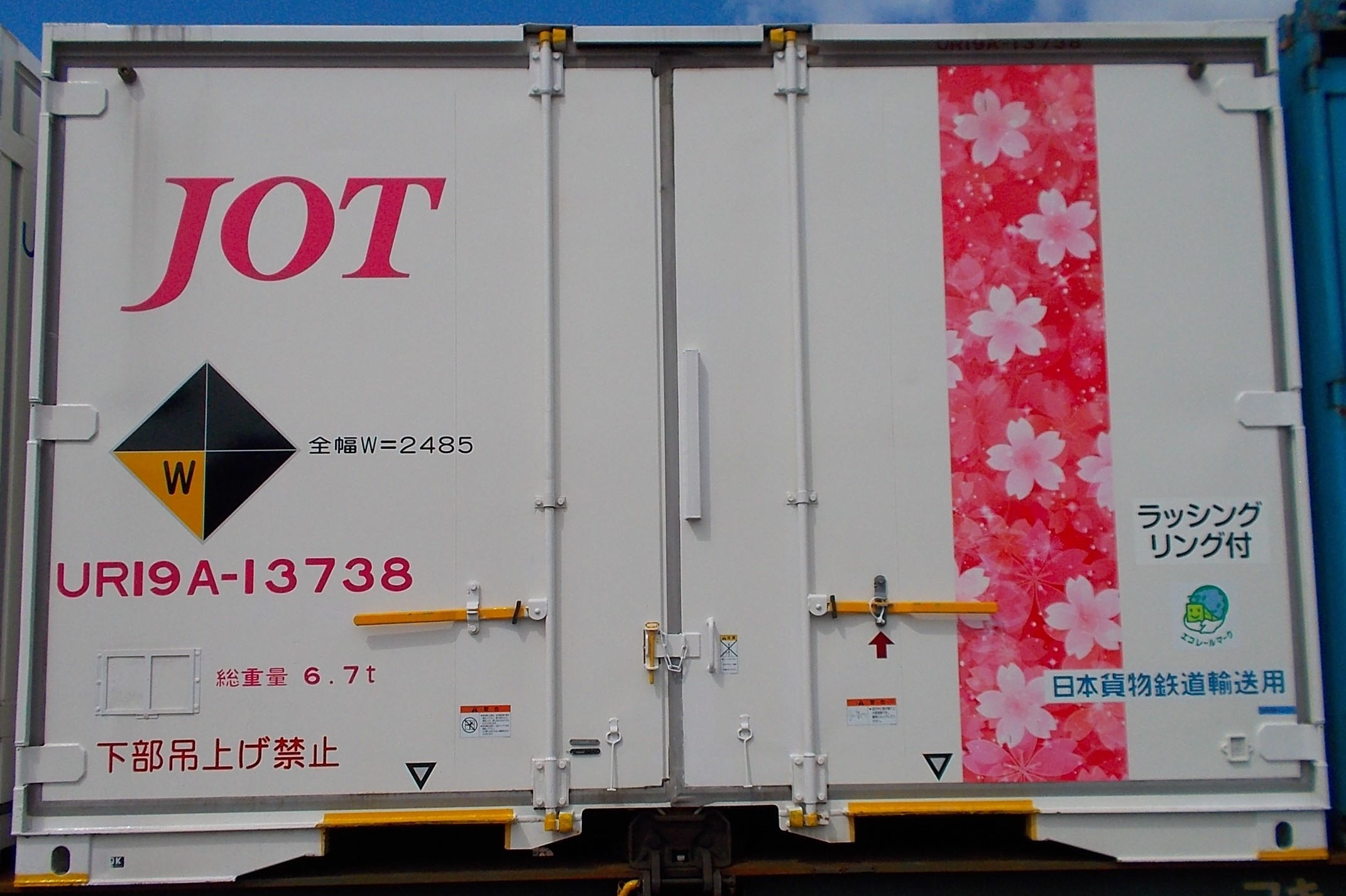
UR19A-13738(桜帯)

### 15000番台 (通風装置付き、両側開きタイプ)
15001 - 16302
日本石油輸送所有、全高2,500mm、全幅2,485mm（規格外）、総重量6.8t。
- 2005~2006年（平成17~18年）度 - 851個（15001 - 15851）
- 2006年（平成18年）度 - 50個（15852 - 15901）
- 2006~2007年（平成18~19年）度 - 351個（15902 - 16252）
- 2007年（平成19年）度 - 50個（16253 - 16302）

15555
日本石油輸送所有。北関東メスキュード借受。

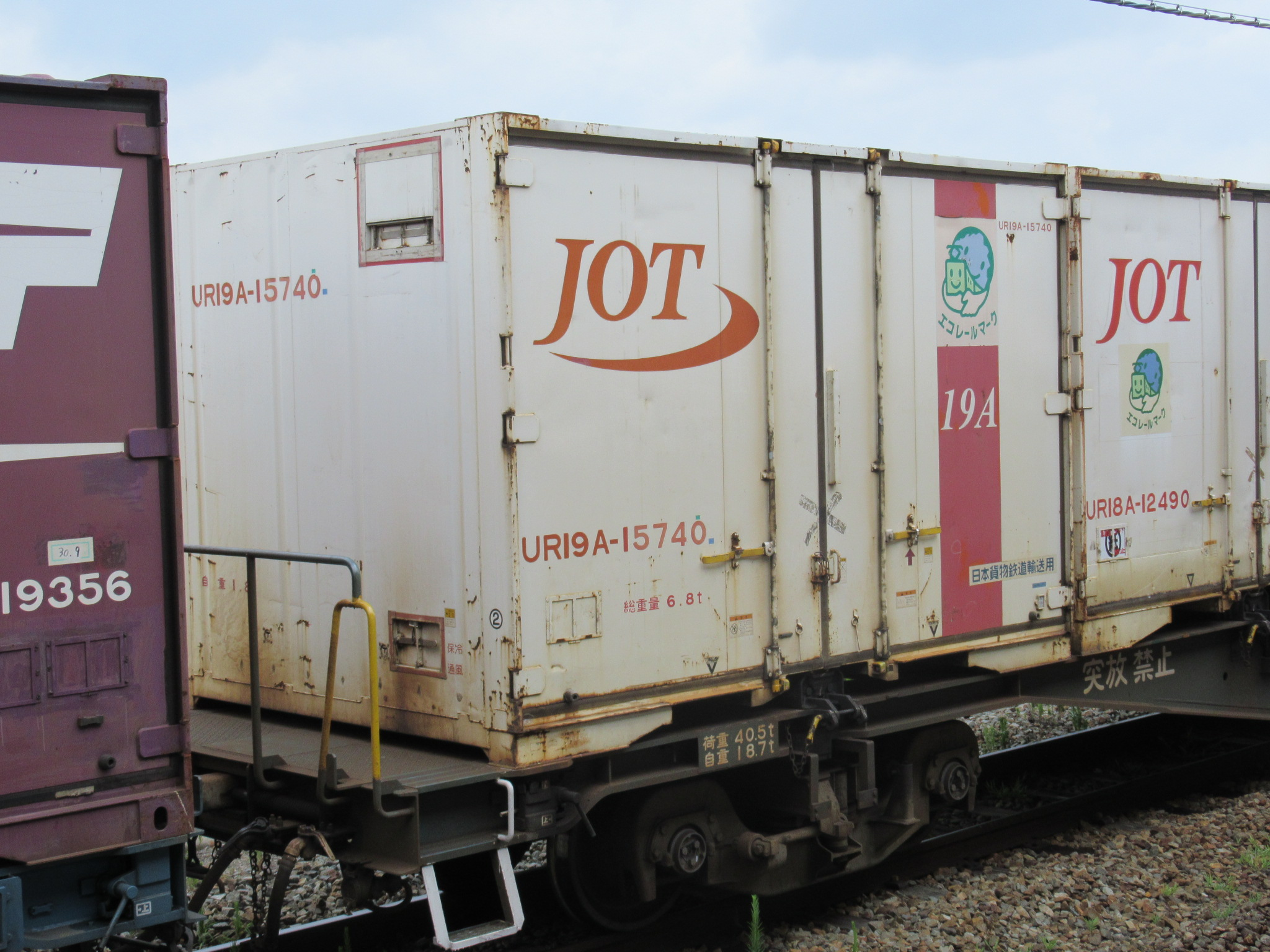
UR19A-15740

### 20000番台 (通風装置付き、L字二方開きタイプ)
20901 - 21801
日本石油輸送所有、全高2,500mm、全幅2,475mm（規格外）、総重量6.8t。
- 2007年（平成19年）度 - 300個（20901 - 21200）
- 2002~2003年（平成14~15年）度 - 601個（21201- 21801）

- UR18A形20000番台の増備を受け継ぐ形で20901からの番号となっている。

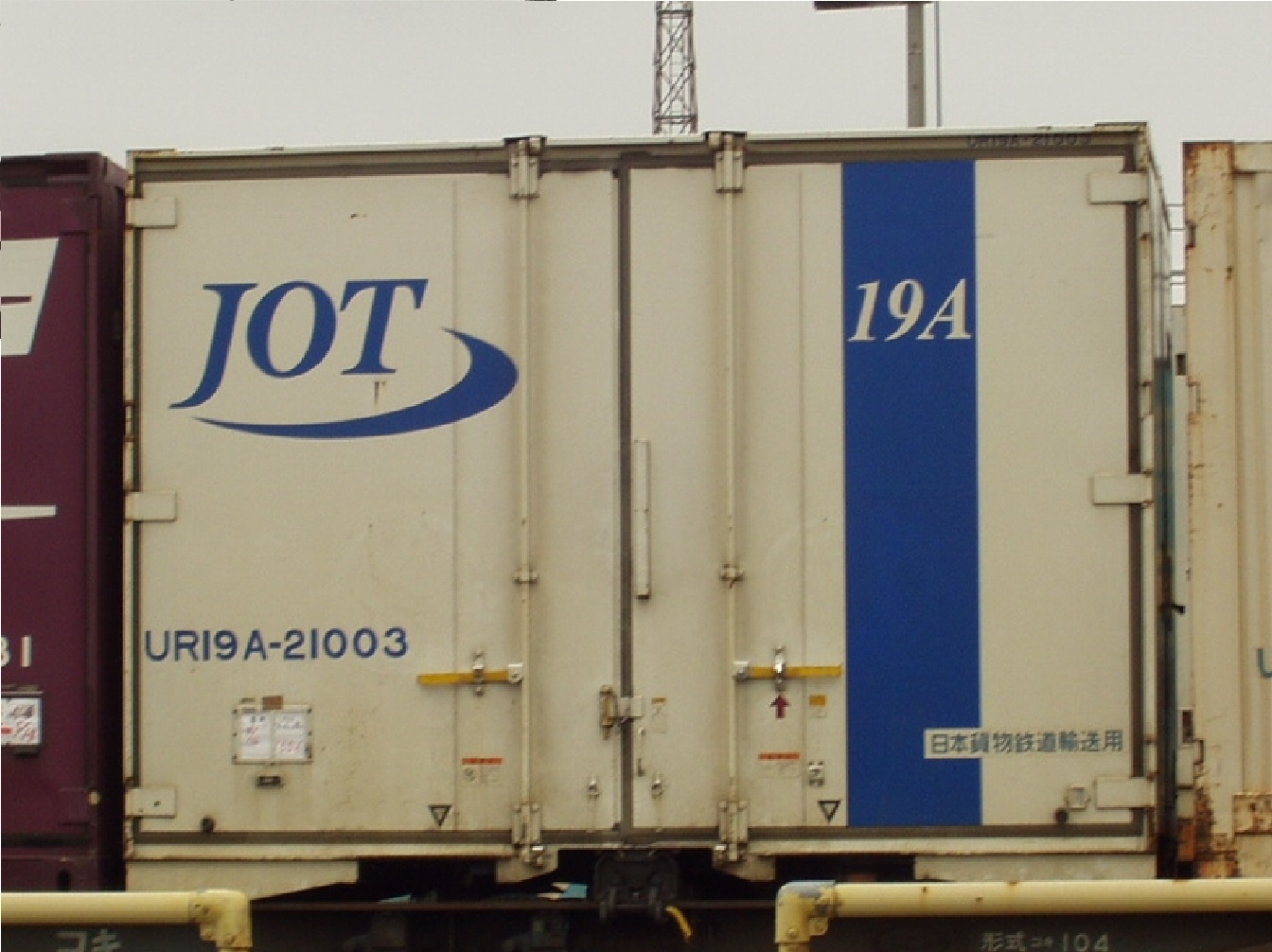
UR19A-21003